# Moriz Seeler
Moriz Seeler (1 de marzo de 1896; después del 15 de agosto de 1942) era un poeta alemán, escritor, productor de cine y productor de teatro. Fue víctima del Holocausto.

## Vida y obra

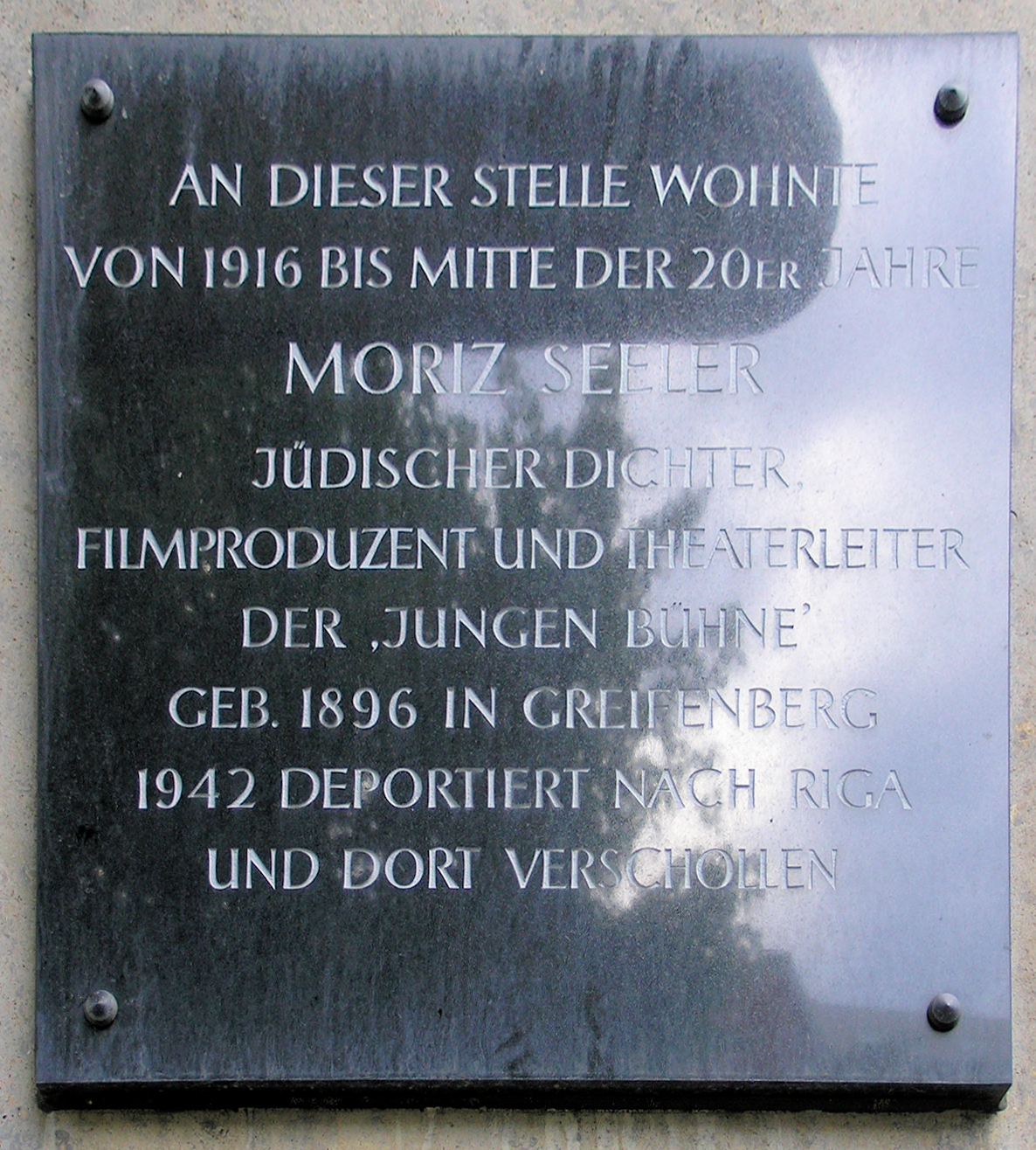
Placa en memoria de Moriz Seeler ubicada en Brandenburgische Straße 36, Berlin-Wilmersdorf, Alemania.

Seeler nació en una pequeña ciudad de la provincia de Greifenberg en Pomerania, Alemania (ahora Gryfice al noroeste de Polonia), en el seno de una familia judía. Se mudó a Berlín a la edad de 15 años. Sus primeros trabajos fueron publicados alrededor de los años 1917–1918. Su primera colección de poemas, Dem Hirtenknaben, estaban emplazados en el Berlín de 1919; otra de sus obras, titulada Die Flut, vio la luz en Viena durante 1937.
Seeler fue más conocido como el padre fundador del Junge Bühne (‘Escenario Joven'), un teatro de vanguardia que nació en Berlín en la primavera de 1922. En 1927 fue coautor del libretto dedicado al cabaret de Friedrich Hollaender Bei uns um muere Gedächtniskirche rum.  En junio de 1929 cofundó (junto con Robert Siodmak y Edgar G. Ulmer) la casa de producción Filmstudio 1929, en Berlín. En 1929–1930 coprodujo, junto con Heinrich Nebenzahl, el documental Los hombres del domingo, dirigido por Robert Siodmak (1900–1973) y protagonizando por Brigitte Borchert y Erwin Splettstößer, y que mostraba una imagen cándida de la vida en la era de Weimar en Alemania, la cual estaba a punto de desaparecer.
Una vez encarcelado por los nazis en noviembre de 1938, fue deportado a Letonia, donde desapareció en alguno de los tres campos de concentración en Riga, a manos de los nazis. Según otra versión, fue asesinado en el campo de concentración de Theresienstadt en 1943; y esta versión, aunque es menos conocida y menos aceptada, puede ser la más cercana a la realidad.
En 1998 un libro escrito sobre él por Günther Elbin, Am Sonntag in die Matinee, fue publicado en Alemania.  Asimismo, en noviembre del año 2000, se inauguró una placa conmemorativa en el predio de Brandenburgische Straße 36 en lo que hoy es el barrio Charlottenburg-Wilmersdorf de Berlín, y que identifica la casa donde Moriz Seeler vivió desde 1916 hasta mitad de los años 1920s. La inscripción en la fachada de su casa se refiere a Seeler como ‘un poeta judío' y no como alemán.  En septiembre de 2002 una calle, previamente conocida como Franz‑Ehrlich-Straße, en un vecindario de Berlín (Treptow-Köpenick), fue re-bautizada como Moriz‑Seeler‑Straße en su honor. La capital de Austria también tiene una calle Moritz‑Seeler‑Gasse (sic: no Moriz) desde 1969.
Su nombre es comúnmente deletreado ‘Moritz Seeler'.